# 南口地区

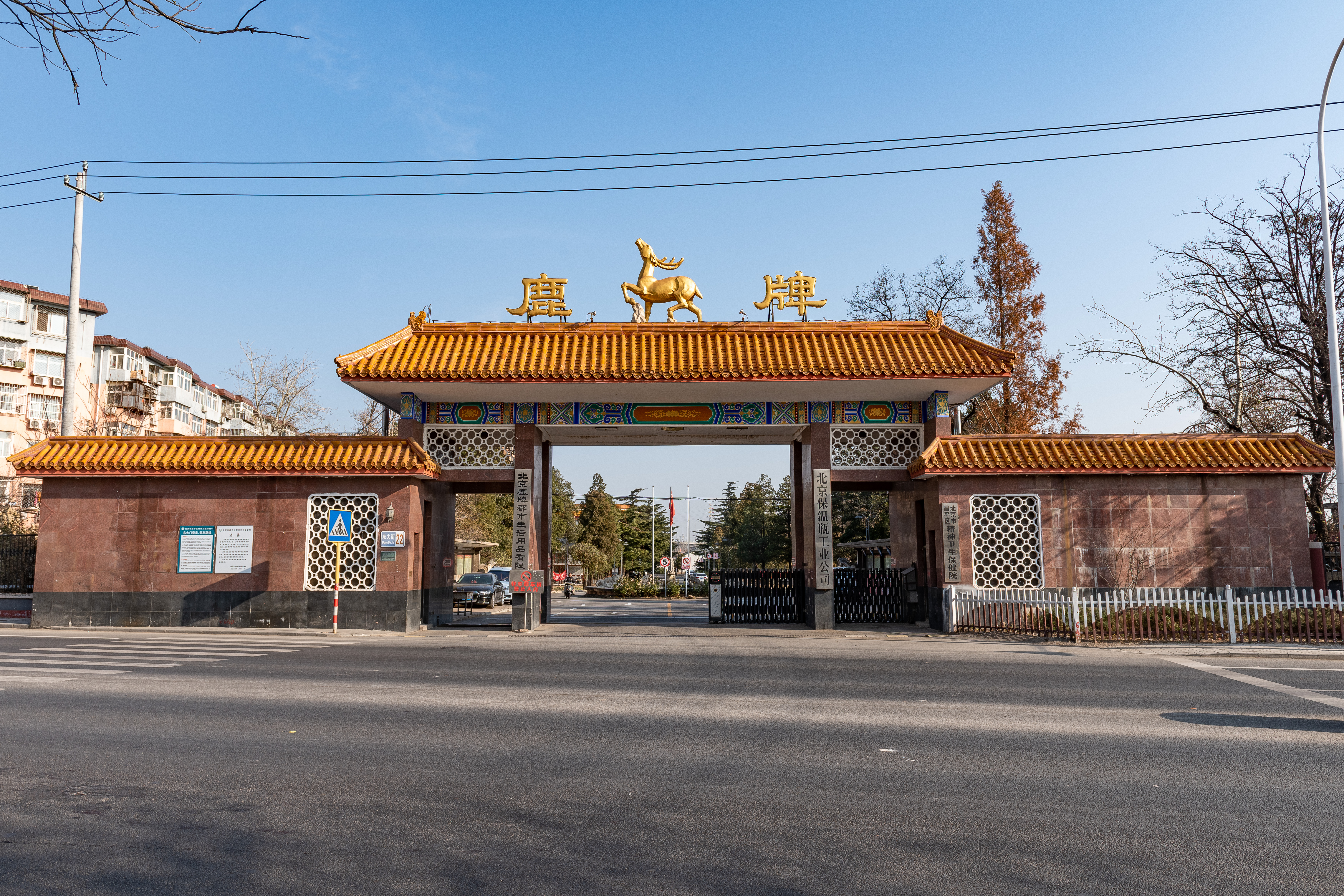
位于南口的北京保温瓶工业公司

南口地区是中华人民共和国北京市昌平區下辖的一个地区办事处，同时保留南口镇名称，其行政事务机构实行“一套人马，两块牌子”的体制，地区办事处与镇政府合署办公。1926年发生南口战斗。1960年7月，国营南口农场成立于此，1999年9月撤销。

## 行政区划
南口地区下辖以下地区：
十一条社区、兴隆街社区、隆盛街社区、水厂路社区、南口村社区、新兴路社区、玻璃公司社区、南厂东社区、南厂西社区、保温瓶公司社区、南农社区、太平庄村、虎峪村、陈庄村、红泥沟村、雪山村、龙虎台村、燕磨峪村、七间房村、辛力庄村、南口村、龙潭村、居庸关村、羊台子村、马庄村、南口镇村、马坊村、后桃洼村、前桃洼村、长水峪村、檀峪村、王庄村、曹庄村、花塔村、兴隆口村、新元村、东李庄村、西李庄村和响潭村。

## 交通
- 京包铁路、北京市郊铁路S2线：南口站